# Natriciteres olivacea
Espèce
Synonymes
- Coronella olivacea Peters, 1854
- Coronella dumerilii Günther, 1860
- Enicognathus punctatostriatus Jan, 1863
- Neusterophis atratus Peters, 1877
- Natrix olivacea uluguruensis Loveridge, 1935

Statut de conservation UICN

 LC  : Préoccupation mineure
Natriciteres olivacea est une espèce de serpents de la famille des Natricidae. 

## Description
La tête est courte et distincte du cou. Cette espèce possède un museau saillant et un œil moyen avec une pupille ronde. Le corps est cylindrique et la queue effilée. La queue est très fragile et plus de la moitié des individus ont la queue coupée. La taille moyenne est de 30 cm environ (maximum 60 cm),. Le dos est brun olivâtre ou rougeâtre uniforme ou avec une bande dorsale (plutôt médiane) sombre bordée de clair. Le ventre est uniformément blanchâtre. Les juvéniles peuvent avoir une couleur assez globalement bleu foncé (toujours plus clair sur le ventre). Il semble que la couleuvre des marais olivâtre soit diurne et se nourrit de batraciens, poissons et de crustacés d’eau douce. Ovipare, la femelle pond de 3 à 8 œufs, en moyenne 6.

## Répartition et habitat
Cette espèce se rencontre dans le sud du Mozambique, au Zimbabwe, dans le nord du Botswana, en Zambie, en Angola, en République démocratique du Congo, en République du Congo, en République centrafricaine, au Gabon, en Guinée équatoriale, au Cameroun, au Nigeria, au Togo, au Bénin, au Ghana, en Côte d'Ivoire, au Liberia, au Sénégal, en Guinée, au Mali, en Tanzanie, en Ouganda, au Soudan, au Soudan du Sud, en Éthiopie et en Somalie.
En Afrique de l'Ouest, elle est rare en zone soudano-sahélienne et surtout rencontrée en zone guinéenne. Localement, elle peuple les marais, lacs, rivières et ruisseaux permanents, mais aussi les zones inondables et les forêts galeries.

## Publication originale
- Peters, 1854 : Diagnosen neuer Batrachier, welche zusammen mit der früher (24. Juli und 17. August) gegebenen Übersicht der Schlangen und Eidechsen mitgetheilt werden. Bericht über die zur Bekanntmachung geeigneten Verhandlungen der Königlich preussischen Akademie der Wissenschaften zu Berlin, vol. 1854, p. 614-628 (texte intégral).